# MAS 15
MAS 15 — торпедный катер Королевского флота Италии, 10 июня 1918 года потопивший австро-венгерский дредноут «Сент-Иштван». Атака итальянских катеров MAS 15 и MAS 21 сорвала крупнейшую операцию австро-венгерского флота и стала первым в мировой истории случаем удачной атаки торпедным катером крупного военного корабля на ходу. Участники нападения и оба торпедных катера получили широкую известность по всей Италии. В 1936 году по распоряжению Бенито Муссолини MAS 15 поместили в «Музей знамён флота», расположенный в римском мемориальном комплексе «Витториано», где катер находится и поныне. В честь победы катерников Праздник Военно-морского флота отмечается 10 июня.